# Maipú (Chile)
Maipú é uma das 32 comunas que compõem a cidade de Santiago, capital do Chile.
A comuna limita-se: a norte com Pudahuel; a leste com Estación Central e Cerrillos; a sul com San Bernardo e Calera de Tango; a oeste com Padre Hurtado e Curacaví.

## Esportes
A cidade de Maipú possuiu um clube no Campeonato Chileno de Futebol, o Club Social y Deportivo Goodyear. Nesta comuna se localiza o Estádio Santiago Bueras, onde o Club Deportivo Magallanes jogou suas partidas. Outro clube da cidade foi o Club Deportivo Campos de Batalla.